# 王扶 (东汉)
王扶（？—？），字子元，东莱郡掖县（今山东省莱州市）人，东汉政治人物。
王扶年轻时笃修品行，客居琅邪郡不其县，所居住的聚落都受到他的教育人德化。国相张宗前去拜见，他不理，想要强行请他，王扶于是杖策归乡。多次去请，王扶称病不起。太傅邓禹征辟他，王扶不至。后拜为议郎，等到见到他，恭顺表现不善言辞。性情沉稳正直，不能用不义之事侵犯他，当时的人都尊敬他。永平年间，临邑侯刘复著《汉德颂》，盛赞王扶为莱州名臣。